# Meristogenys phaeomerus
Meristogenys phaeomerus és una espècie de granota que viu a Malàisia i Indonèsia.
Està amenaçada d'extinció per la pèrdua del seu hàbitat natural.